# Roy Strong

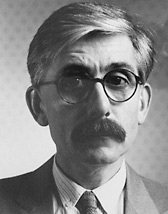
Roy Strong

Sir Roy Colin Strong CH (* 23. August 1935 in Winchmore Hill, Middlesex) ist ein britischer Kunsthistoriker.

## Leben

### Herkunft
Roy Strong ist der dritte Sohn des Vertreters George Edward Clement Strong und seiner Frau Mabel Ada Smart. Strong beschreibt seinen Vater als „Versager“ und Alkoholiker ohne intellektuelle Interessen, der seine Frau tyrannisierte und die Kinder nicht beachtete. Die Familie lebte in einer 1928 angelegten Siedlung in Winchmore Hill in Enfield, wo sein Vater einen Garten anlegte, der jedoch im Zuge der „Dig for Victory“ Kampagne im Zweiten Weltkrieg Gemüsebeeten weichen musste. Strong brach bald den Kontakt mit seinen Eltern ab.

### Studium
Er studierte Geschichte am Queen Mary College der Universität London und wurde am Warburg Institute promoviert. Seine Dissertation bei Frances Yates über das Hofleben bei Elizabeth I. Außerdem befasste sich mit ihren Porträts.

### Laufbahn
1959 wurde er Kurator (Assistant Keeper) an der National Portrait Gallery und war 1967 bis 1973 deren Direktor. Dort organisierte er Ausstellungen zur Kultur der 1960er und 1970er Jahre, so 1968 über den Fotografen Cecil Beaton, die sehr erfolgreich war und das angestaubte Bild des Museums auffrischte.
1973 wurde er der bis dahin jüngste Direktor des Victoria & Albert Museum, was er bis 1987 blieb. Auch hier setzte er sein innovatives Konzept der Präsentation von Alltagskultur fort, organisierte Ausstellungen über Mode, Gartenkunst, Zukunft der Kirchen und die Zerstörung von Landhäusern.

### Forschung und Öffentlichkeit
Er ist Experte für die Kunst der Renaissance, besonders des Englands der Elizabethanischen Zeit und deren Porträtkunst (z. B. Nicholas Hilliard). Er veröffentlichte Tagebücher, eine Geschichte von Gärten und der britischen Monarchie sowie eine Kunstgeschichte Englands.
In den 1970er und 1980er Jahren hatte er eine Kolumne in der Financial Times. 2008 war er bei Channel 4 Moderator für eine sechsteilige Fernsehserie als fiktiver Direktor eines Instituts, in der sich neun Freiwillige Diätvorschriften aus dem 19. Jahrhundert und frühen 20. Jahrhundert unterwarfen.

### Persönliches
Strong war mit der sechs Jahre älteren Bühnenbildnerin Julia Trevelyan Oman (1930–2003) verheiratet, einer Tochter des Kunsthistorikers Charles Oman (1901–1982) und Enkelin des Historikers Charles Oman (1860–1946). Die Ehe war kinderlos.

## Ehrungen und Ehrenämter
1980 erhielt er den Shakespeare-Preis in Hamburg. Er war Honorary Fellow der Royal Photographic Society und empfing deren President’s Medal. 1982 wurde er als Knight Bachelor geadelt. 2000 bis 2006 war er Vorsitzender der Garden History Society. Er ist aktives Mitglied der Anglikanischen Kirche und war bis 2019 High Bailiff und Searcher of the Sanctuary von Westminster Abbey. 2007 hielt er die Gresham Lecture über die nicht sehr rosige Zukunft der vielen Dorfkirchen Englands in der Krypta der St Paul’s Cathedral.

## Garten „The Laskett“
Während einer Streikwelle zu Beginn der 70er Jahre zog sich Strong aus seinem 1969 erstandenen Haus in Brixton aufs Land zurück, um befürchteten Unruhen und Lebensmittelknappheiten in London zu entgehen. Den klassischen Landsitz in den Cotswolds, wie ihn sein Schwiegervater besaß, konnte er sich nicht leisten, so kaufte er schließlich ein einzelstehendes Haus in Much Birch in Herefordshire, das ihn an ein Pfarrhaus aus einem Jane-Austen-Roman erinnerte.
Um das Haus „The Laskett“ legte er mit seiner Gattin einen ca. 1,6 ha großen formalen Garten an, der zahlreiche biographische Elemente enthält. So gab es unter anderem ein Victoria and Albert Museum Tempel, mit dem Porträt Strongs zwischen Königin Victoria und Prinzgemahl Albert als zentrale Medaille. Er veröffentlichte 2004 ein reich illustriertes Buch über diesen Garten. Der Garten war für zahlende Besuchergruppen geöffnet und hatte auch den obligatorischen Giftshop. Nach dem Tode von Julia Ormond vereinfachte Strong die Pflanzungen stark, seiner Meinung sind Frauen „einfach besser mit Details“. Der stark überwachsene Garten wurde wiederholt von enttäuschten Besuchern kritisiert und musste in einer größeren Aktion stark zurückgeschnitten und gesäubert werden, mehrere größere Bäume wurden gefällt. Dies wurde auch Gegenstand eines Photobandes. 2018 ließ er im Baumgarten („Christmas Orchard“) ein weißes Belvedere anlegen, eine Grotte und ein Teich folgten. Der Garten wird von zwei Gärtnern, Shaun Cadman und Philip Teague, in Stand gehalten.
Strong versuchte 2014, den Garten an den National Trust zu übergeben, dieser lehnte jedoch ab, da der Garten nicht seinen Qualitätskriterien entsprach. Der empörte Strong hatte zunächst vor, seinen Garten zu zerstören. 2020 übergab er jedoch Haus und Garten der karitativen Stiftung Perennial und zog in ein Haus in Ledbury, wo er einen kleinen formalen Garten anlegen will.

### Stil
The Laskett ist in neo-klassischem italienischen Stil gehalten, mit zahlreichen, sich kreuzenden Sichtachsen, an deren Ende meist ein Denkmal oder eine Statue stehen. Aus Geldmangel wurden diese meist aus billigen Materialien geschaffen und ähneln daher Bühnen-Staffagen. An Blattgold wurde jedoch nicht gespart. Der Garten ist auf sehr engem Raum gestaltet und wird von hohen Hecken dominiert, die teilweise klaustrophob wirken. Außerdem lebte er seine lebenslange Leidenschaft für Formschnitt aus. Strong selber beschrieb den Garten als “unashamedly nostalgic and romantic” (Roy Strong, deutsch: „ungehemmt nostalgisch, romantisch“) und autobiographisch. Von professionellen Gartengestaltern wurde die Anlage als “too much of everything” (Emma Bond: thinkinGardens, deutsch: „zuviel von allem“) und “ostentatiousness” (Anne Wareham: House & Garden, deutsch: „Prahlerei“) beschrieben, andere sahen ihn als amüsant-exzentrisch. Die professionelle Gartenwelt ignorierte ihn weitgehend.
Auch in seinen Büchern propagiert Strong einen pseudo-klassischen Stil, den er versucht, für kleinere Grundstücke anzupassen. Die vorgeschlagene Bepflanzung ist extrem konventionell, Buchs- und Eibenhecken sind das vorherrschende Gestaltungselement.

## Schriften
- Portraits of Queen Elizabeth I. Clarendon Press 1963.
- The English Icon, Paul Mellon Foundation. London 1969.
- Tudor & Jacobean Portraits in the National Portrait Gallery, 2 Bände, HMSO, London 1969.
- Nicholas Hilliard, London: Michael Joseph Ltd, 1975.
- The Renaissance Garden in England, London 1979.
- Artists of the Tudor Court: The Portrait Miniature Rediscovered 1520–1620, Exhibition Catalogue V & A London 1983
- Creating Small Gardens, London: Conran Octopus 1986
- A Small Garden Designer's Handbook, London: Conran Octopus 1987
- Henry Prince of Wales & England's Lost Renaissance, Thames & Hudson, London 1986
- with Mireille Galinou,: London's Pride: Glorious History of the Capital's Gardens. Anaya Publishers 1990.
- Lost Treasures of Britain: Five Centuries of Creation and Destruction, London, Viking 1990
- The Tudor and Stuart Monarchy: Pageantry, Painting, Iconography, Band 1, The Boydell Press 1990
- Royal Gardens. London, BBC Books 1992.
- Succesful small Gardens. Conran Octopus 1994.
- William Larkin: Icons of Splendour Franco Maria Ricci, 1995.
- Country Life, 1897–1997: The English Arcadia, 1996
- The Tudor and Stuart Monarchy: Pageantry, Painting, Iconography, Band 2 Elizabethan, The Boydell Press 1996
- The Roy Strong Diaries 1967–1987, Weidenfeld & Nicolson, 1997
- The Tudor and Stuart Monarchy: Pageantry, Painting, Iconography, Band 3, Jacobean and Caroline, The Boydell Press 1997
- The Story of Britain: A People’s History, 1998
- The Roy Strong Diaries: 1967–87. Phoenix 1998.
- The Cult of Elizabeth: Elizabethan Portraiture and Pageantry, 1999.
- The Spirit of Britain: A Narrative History of the Arts, 1999.
- The Artist & the Garden,  Yale University Press (Paul Mellon Centre for Studies), 2000
- Gardens through the Ages, 2000
- Feast: A History of Grand Eating, 2003
- Gloriana: The Portraits of Queen Elizabeth I, 2003
- The Arts in Britain: A History, 2004
- The Laskett: The Story of a Garden. Bantam, London 2003, ISBN 0-593-05070-3 (englisch, 272 S.).
- mit Terence Pepper: Beaton Portraits, 2004.
- Coronation: A History of Kingship and the British Monarchy, 2005.
- Passions Past and Present, 2005.
- The Diary of John Evelyn, 2006.
- A Little History of the English Country Church, Vintage 2008.
- Visions of England: Or why we still dream of a Place in the Country. Miles Kelly 2012.
- Roy Strong: Self-Portrait as a Young Man. Bodleian Library 2013.